# Drăguțești (okręg Gorj)
Drăguțești – wieś w Rumunii, w okręgu Gorj, w gminie Drăguțești. W 2011 roku liczyła 1057 mieszkańców.